# André Vallini
Pour les articles homonymes, voir Vallini.
André Vallini, né le 15 juillet 1956 à Tullins (Isère), est un homme politique français, ancien  membre du Parti socialiste.

## Biographie

### Jeunesse, études et premiers engagements
André Vallini, né à Tullins en 1956, est élève au lycée Édouard-Herriot de Voiron dans l'Isère. Ancien élève de l'Institut d'études politiques de Grenoble (Sciences-Po Grenoble) et de la faculté de droit, avocat de formation, il quitte rapidement le barreau pour devenir maire de Tullins en 1986, jusqu’en 2001. Au tout début de son engagement politique, il est un temps l'assistant parlementaire de Gisèle Halimi.

### Début de carrière politique
Élu conseiller général du canton de Tullins en 1992, il devient président du conseil général de l'Isère en 2001, jusqu’à son entrée au gouvernement en 2014. En juin 2021, il est réélu conseiller départemental du canton de Tullins, avec plus de 63 % des voix. 
En décembre 2005, sur proposition du président de l’Assemblée nationale Jean-Louis Debré, André Vallini est nommé président de la commission d'enquête parlementaire chargée de rechercher les causes de dysfonctionnements de la justice dans l'affaire d'Outreau. 
En octobre 2008, André Vallini est nommé par Nicolas Sarkozy membre du Comité Balladur sur la réforme des collectivités locales. 

### Sénateur
André Vallini est élu au Sénat en septembre 2011 jusqu’à son entrée au gouvernement en 2014. Réélu en septembre 2017, il siège à la commission des affaires étrangères, des forces armées et de la défense. Dans cette commission il est l’auteur d’un rapport sur l’Europe de La Défense et sur la suppression du corps diplomatique. À la suite du report en juillet 2013, par le gouvernement, du projet de réforme du Conseil supérieur de la magistrature, André Vallini propose de confier la réforme de la Constitution à une commission bicamérale Assemblée nationale-Sénat. Il ne se représente pas aux élections sénatoriales de 2023.

### Entrée au gouvernement
Le 9 avril 2014, il est nommé secrétaire d'État chargé de la Réforme territoriale. Le 11 février 2016, il est nommé secrétaire d'État chargé du Développement et de la Francophonie puis devient le 6 décembre 2016, Secrétaire d'État chargé des Relations avec le Parlement dans le gouvernement Bernard Cazeneuve.

## Positions politiques
Il s'inscrit au sein du parti socialiste dans une proximité avec Lionel Jospin dans les années 1990 avant de devenir un représentant majeur des partisans de François Hollande dès 2007 dont il fera la campagne présidentielle en 2012. 
En 2008 lors du congrès de Reims son nom est évoqué pour devenir premier secrétaire du parti socialiste et en 2012 pour devenir ministre de la justice. Ses positions trop modérées l'en empêcheront. En 2015 il exprime sa sympathie et place ses espoirs en Emmanuel Macron qu'il considérait comme nouveau visage de la gauche sociale-démocrate. Il ne rejoindra cependant pas La République en Marche lorsqu'elle fut créée en 2016, restant fidèle au PS.
Homme de centre-gauche, il est défavorable à la NUPES pour les élections législatives 2022. Très critique de La France insoumise, partisan de l'aile droite du PS (proche de Raphaël Glucksmann et de Bernard Cazeneuve) et un temps membre fondateur d'un think-thank proche de La République en marche, il continue à être défavorable à l'union de la gauche, et considère le Nouveau Front populaire comme une « humiliation ».

## Détail des fonctions et des mandats

### Mandats locaux
- 16 juin 1986 - 19 mars 1989 : maire de Tullins
- 20 mars 1989 - 18 juin 1995 : maire de Tullins

- 19 juin 1995 - 18 mars 2001 : maire de Tullins
- 19 mars 2001 - 15 juillet 2002 : conseiller municipal de Tullins
- 23 mars 1992 - 30 juillet 1997 : conseiller régional de Rhône-Alpes

- 29 mars 1992 - 23 mars 1998 : conseiller général élu dans le canton de Tullins
- 23 mars 1998 - 28 mars 2004 : conseiller général élu dans le canton de Tullins
- 2004 - 2011 : conseiller général élu dans le canton de Tullins
- 19 mars 2001 - 20 juin 2014 : président du Conseil général de l'Isère
- 29 mars 2015 - 26 juin 2021 : conseiller départemental élu dans le canton de Tullins
- 27 juin 2021 - en cours : conseiller départemental élu dans le canton de Tullins

### Mandats parlementaires
- 12 juin 1997 - 18 juin 2002 : député de la 9e circonscription de l'Isère
- 19 juin 2002 - 19 juin 2007 : député de la 9e circonscription de l'Isère
- 20 juin 2007 - 25 septembre 2011 : député de la 9e circonscription de l'Isère
- 1er octobre 2011 - 9 mai 2014 : sénateur de l'Isère
- 18 juin 2017 - 23 septembre 2017 : sénateur de l’Isère
- 24 septembre 2017 - 23 septembre 2023 : sénateur de l'Isère

### Mandat gouvernemental
- 9 avril 2014 - 11 février 2016: Secrétaire d'État chargé de la Réforme territoriale
- 11 février 2016 - 6 décembre 2016 : Secrétaire d’État chargé du Développement et de la Francophonie
- 6 décembre 2016 - 10 mai 2017 : Secrétaire d’État chargé des relations avec le parlement

## Poursuite de carrière
Après la fin de son ultime mandat parlementaire en 2023 André Vallini renoue avec sa profession d'avocat au barreau de Paris. En simultané il enseigne aux IEP (Sciences PO) Paris et de Grenoble.
En 2023 il rejoint aussi la chaine de télévision CNews où il participe à des programmes tel que L'Heure des pros avec Pascal Praud. Il y est un intervenant « divers gauche » souvent en contradiction avec la ligne éditoriale et les chroniqueurs de la chaîne.

## Ouvrages
- Préface de Histoire de Tullins-Fures, Tullins, Auto-édition de J.J. de Corcelles, 1987 (ISBN 978-2-9501129-1-0)
- Justice pour la république (face aux dérives du Sarkozysme), édition L'Archipel, 2008  (ISBN 978-2-84187-921-2)